# Gerlev Kirke (Frederikssund Kommune)
 For alternative betydninger, se Gerlev Kirke. (Se også artikler, som begynder med Gerlev Kirke)
Gerlev Kirke er en af de tre kirker i Gerlev-Draaby-Skoven pastorat, hvor Gerlev sogn udgør hovedsognet fra gammel tid Gerlev Sogn i Frederikssund Kommune.
Kirken er løbende renoveret gennem generationer. For ca. 20 år siden blev tårn, tage og facader grundigt renoveret under ledelse af arkitekt Ejvind Knudsen, Frederikssund. I 2008 blev kirkens indre skånsomt renoveret efter ønske fra menighedsrådet. Nordfløjen er inddraget i kirken med plads til udstillinger. Gerlevstolene blev tegnet specielt af arkitekt Per Axelsen, Roskilde, der forestod den indvendige renovering .
Kirkeværger: Bente Madsen til år 2000 og Erik Hansen 2000-2008.
Formænd: Christian Nielsen, Agnete Andersson til år 2004 og Jørgen Vingaard 2004-2008.

## Eksterne kilder og henvisninger
- Gerlev Kirke hos KortTilKirken.dk
- Gerlev Kirke hos danmarkskirker.natmus.dk (Danmarks Kirker, Nationalmuseet)